# Pyrgocyphosoma roccavionense
Pyrgocyphosoma roccavionense är en mångfotingart som beskrevs av Karl Wilhelm Verhoeff 1937. Pyrgocyphosoma roccavionense ingår i släktet Pyrgocyphosoma och familjen knöldubbelfotingar. Inga underarter finns listade i Catalogue of Life.